# 村上真由美
村上 真由美（むらかみ まゆみ、1975年 - ）は、愛知県豊田市出身の女子ソフトボール選手（投手）。元NPF選手。日本人初のプロソフトボール選手。

## 経歴
- 1987年 - 豊田市立美里中学校に入学。
- 1990年 - 星城高等学校に入学。
- 1993年 - トヨタ自動車に入団。以降、日本リーグで投手として活躍。
- 1996年 - アトランタオリンピック代表メンバーに選出されるが、公式発表後に落選。
- 1999年 - 現役引退。
- 2000年 - アメリカのプロリーグ入りを目指して渡米。
- 2003年 - カリフォルニア州のマウント・サンアントニオ・カレッジ（英語版）に入学。
- 2004年 - NPFのサクラメント・サンバーズ（英語版）と契約するが、ビザ取得が間に合わず出場できず。
- 2005年 - NPFのテキサス・サンダー（英語版）と契約。日本人初のプロソフトボール選手となる。
- 2006年 - 現役引退。プロリーグでのプレーは1シーズンのみ。